# Niger Tornadoes
El Niger Tornadoes es un equipo de fútbol de Nigeria que milita en la Liga Nacional de Nigeria, la segunda liga de fútbol más importante del país.

## Historia
Fue fundado en el año 1977 en la localidad de Minna y nunca han sido campeones de la Liga Premier de Nigeria, la liga de fútbol más importante del país, siendo su temporada más reciente en la máxima categoría en el año 2019. Cuenta con un título de la segunda división y un título de copa, el cual ganó en el año 2000 tras vencer en la final al Enugu Rangers.
A nivel internacional ha participado en 2 torneos continentales, el primero de ellos la Recopa Africana 2001, en la cual fueron eliminados en los cuartos de final por el Interclube de Angola.

## Palmarés
- Liga Nacional de Nigeria: 1

1996
- Copa de Nigeria: 1

2000

## Participación en competiciones de la CAF
| Temporada | Torneo                       | Ronda            | Club              | Casa | Visita | Global      |
| --------- | ---------------------------- | ---------------- | ----------------- | ---- | ------ | ----------- |
| 2001      | Recopa Africana              | 1                | Vita Club Mokanda | 1-0  | 0-1    | 1-1 (5-4 p) |
| 2001      | Recopa Africana              | 2                | CR Béni Thour     | 2-0  | 0-1    | 2-1         |
| 2001      | Recopa Africana              | Cuartos de final | Interclube        | 1-0  | 0-4    | 1-4         |
| 2019/20   | Copa Confederación de la CAF | Preliminar       | Santoba FC        | 1-2  | 3-3    | 4-5         |